# えろゼミ〜エッチにヤルきにABC〜
『えろゼミ〜エッチにヤルきにABC〜』は、アトリエかぐや BARE&BUNNYより2016年6月24日に発売された18禁アドベンチャーゲーム。

## 概要
予備校の臨時講師となり、受講生達と交流を図りつつエッチな指導を施すという趣旨のアダルトゲームである。
2016年6月24日にパッケージ版、PCダウンロード版が同時発売された。
2016年10月7日には、ぷちぱら文庫より小説版が発売された。
2017年3月31日には、ピンクパイナップルより18禁OVAが発売された。

## ストーリー
フリーの予備校講師、楠国恭司。活動期間はわずか3年ながら、既に多くの生徒を難関志望校合格へと導いており、「遊び、恋愛、エッチによる潜在能力の開花」という指導方針ゆえに賛否激しいものの、不敗神話が語られるほどにその名は知られていた。
その恭司に対し、大手の天神原予備校から理事長のモニカ直々に依頼が届き、天神原家が所有するリゾート島での夏合宿に臨時講師として招かれることとなった。
同僚講師からの手腕を疑う声など物ともせず、恭司は自身が目をつけた教え子に「指導」を行っていく。

## システム
島内の各施設を移動し、ヒロインと会話することで進行する。会話の中で適切な選択肢を選ぶことで「ヤル気」が上昇し、ヤル気が3ポイントになるごとに指導（Hシーン）が発生する。
指導によって「学力ランク」が上昇するほか、指導中の選択肢によって「純愛度」か「淫乱度」のどちらかが上昇する。学力ランクがAになったヒロインを選択すると個別シナリオに突入するが「純愛度」「淫乱度」のうち高いほうのルートへと分岐する仕組みとなっている。ただし「兵頭冬海」には淫乱度の設定はなく、「天神原モニカ」には「ヤル気」もなくイベントを起こすことで「魅了度」のみが変動する。
イベントの進行度によってヒロインの登場する時間帯が異なるため、特殊ルートに進むためには計画だてた進行が必要になる。

## 登場人物

### メインキャラクター
楠国 恭司（くすくに きょうじ）
本作の主人公。予備校講師だが特定の塾専属ではなくフリーランス。反・詰め込み教育とエッチによる指導で受け持った生徒は全て合格させてきた。
落ちこぼれや問題児であろうが一度受け持った以上必ず合格させる、という職業意識と情熱の持ち主。ただ受験に合格するだけではなく、その先の人生も楽しめなければ意味はないと考えている。
鳴海 楓（なるみ かえで）
声：ヒマリ
夏合宿に参加している受験生の一人。オレンジのポニーテールが特徴。星が好き。勉強第一だったため恋愛経験はない。
全国模試でトップ5に入ることもあった実力者だが、極度の緊張体質のために2浪しており、そのトラウマから余計に実力を発揮できない悪循環に陥っている。恭司の噂を聞き、藁にもすがる思いで合宿に参加してくる。
鷺沢 華蓮（さぎさわ かれん）
声：木多野あり
夏合宿に参加している受験生の一人。国内有数の大企業である「鷺沢ホールディングス」の令嬢。何かと実家の名前を出して高圧的な態度に出るお嬢様だが、自身も威圧に弱い。
家の掟で進学することを義務付けられ、しぶしぶ予備校に通っているが、学業成績はお世辞にも良いとは言えないレベル。恭司の噂を聞いて「楽して合格させてくれる」と誤解して指導を願い出てくる。
ちなみに彼女は末子で3人の兄がいるが、いずれも会社を継ぐ気質や器量ではないとのこと。
長岡 里美（ながおか さとみ）
声：八尋まみ
夏合宿に参加している受験生の一人。ピンクのロングヘア。ギャル語を使う。恋愛経験はなく、ギャル友達に何かと吹き込まれているらしい。
坂本（さかもと）という先輩に片想いを抱いており、同じ学校に受かるために合宿に参加しているが成績は最下位。先輩を振り向かせるような女になれる、と言われ恭司の指導を受けることに。

### サブキャラクター
天神原 モニカ（あまかみはら モニカ）
声：渦井ゆきの
「天神原グループ」の令嬢であり、合宿を主催する「天神原予備校」の理事長。両刀使いの気があるが男性経験はなし。
恭司の無敗伝説に興味を抱いており、真相を確かめるために好待遇で夏合宿で招く。
兵頭 冬海（ひょうどう ふゆみ）
声：麻優莉
「天神原予備校」に所属する人気の女性講師。
モニカに心酔しており、そのモニカが興味を寄せることも含めて恭司の指導方針には猛反発しているが、相手にされていない。

## スタッフ
- 原画：choco chip、猫森にゃんた（サブ原画）
- シナリオ：近江達裕、風間ぼなんざ　他